# استان مرکزی (کنیا)
استان مرکزی (به لاتین: Central Province) یکی از استان‌های کنیا بود.

## خصوصیات
استان مرکزی ۱۱٬۴۴۹٫۱ کیلومترمربع مساحت و ۴٬۳۸۳٬۷۴۳ نفر جمعیت داشت.